# Beaver Creek (Montana)
Beaver Creek és una concentració de població designada pel cens dels Estats Units a l'estat de Montana. Segons el cens del 2000 tenia 291 habitants.

## Demografia
Segons el cens del 2000, Beaver Creek tenia 291 habitants, 109 habitatges, i 89 famílies. La densitat de població era de 24,6 habitants per km².
Dels 109 habitatges en un 37,6% hi vivien nens de menys de 18 anys, en un 73,4% hi vivien parelles casades, en un 4,6% dones solteres, i en un 18,3% no eren unitats familiars. En el 16,5% dels habitatges hi vivien persones soles el 5,5% de les quals corresponia a persones de 65 anys o més que vivien soles. El nombre mitjà de persones vivint en cada habitatge era de 2,67 i el nombre mitjà de persones que vivien en cada família era de 3,01.
Per edats la població es repartia de la següent manera: un 25,4% tenia menys de 18 anys, un 6,2% entre 18 i 24, un 30,6% entre 25 i 44, un 27,1% de 45 a 60 i un 10,7% 65 anys o més.
L'edat mediana era de 40 anys. Per cada 100 dones de 18 o més anys hi havia 100,9 homes.
La renda mediana per habitatge era de 43.571 $ i la renda mediana per família de 44.205 $. Els homes tenien una renda mediana de 34.261 $ mentre que les dones 25.000 $. La renda per capita de la població era de 19.566 $. Cap de les famílies estaven per davall del llindar de pobresa.

## Poblacions més properes
El següent diagrama mostra les poblacions més properes.